# Равнинна торбеста птица носорог
Равнинната торбеста птица носорог (Rhyticeros subruficollis) е вид птица от семейство Носорогови птици (Bucerotidae). Видът е световно застрашен, със статут Уязвим.

## Разпространение и местообитание
Разпространен е в Малайзия, Мианмар и Тайланд.